# Betta tomi
Бійцівська рибка Тома (Betta tomi) — тропічний прісноводний вид риб з родини осфронемових (Osphronemidae), підродина макроподових (Macropodusinae).
Отримала назву на честь завідувача кафедри зоології Національного університету Сінгапуру, професора «Тома» Лам Тунг Цзина («Tom» Lam Toong Jin), який протягом багатьох років надавав дієву підтримку авторам опису виду.
Належить до групи видів Betta waseri. Іншими її представниками є B. waseri, B. hipposideros, B. spilotogena, B. chloropharynx, B. pi, B. renata, B. pardalotos, B. omega. Всі ці види дуже схожі між собою, їхня ідентифікація базується на малюнку із чорних смужок на голові, який є індивідуальним для кожного виду й досить чіткий, коли риби перебувають у спокійному стані.
Зразки Betta tomi із Сінгапуру тривалий час були неправильно ідентифіковані як B. pugnax.

## Опис
Максимальна стандартна (без хвостового плавця) довжина досліджених зразків становить 73,0 мм. Тіло відносно довге, міцне, його висота становить 24,1-29,8 % стандартної довжини. Голова коротка й міцна, її довжина становить 29,3-37,1 % стандартної.
31 хребець, 31-32 бічні луски, 9½-10½ поперечних лусок. У спинному плавці 1 твердий і 8-9 м'яких променів (всього 9-10), в анальному 2 твердих і 26-29 м'яких (всього 28-31), черевні плавці мають по 1 твердому, 1 м'якому та по 4 розгалужені промені, в грудних плавцях по 13-14 променів.
Тіло темно-коричневе, однак цей колір на окремих ділянках може поступатися набагато світлішим тонам, іноді можна побачити широку темно-коричневу, навіть чорнувату, поздовжню смугу, що починається відразу за оком і йде до середини хвостового стебла. Чітка, але не суцільна вузька чорна смужка проходить трохи вище лусочок, що вкривають основу анального плавця. На боках у самців у передній половині розкидано 10-16 золотавих лусочок.
Плавці біля основи, а спинний весь, мають світло-жовте забарвлення. Зовнішня частина черевних плавців виблискує жовтим кольором. Анальний плавець у самців має широкий і виразний темно-зелений край.
На горлі дві доволі широкі чорні овальні цятки, їхній верхній край розташований дуже близько до чорної нижньої губи, зрідка навіть трохи зливається з нею. Це маркування є діагностичним для бійцівської рибки Тома. Кілька коротких чорних рисок присутньо на зябрових кришках, нижній край зябрових кришок чорний.
Голова в дорослої самки виглядає довшою, а морда гострішою, ніж у дорослого самця. Чорний малюнок на голові та темні смуги на боках виразніші в самок.
За формою тіла, малюнком на горлі, а також за більшістю морфометричних показників Betta tomi схожа з B. hipposideros, а за малюнком на зябрових кришках, тілі та плавцях — з B. waseri.

## Поширення
Вид відомий лише зі східного Джохору, Півострівна Малайзія. Розрахункова площа району, де він ще зберігся, становить 80 м².
Бійцівська рибка Тома водиться в неглибоких, добре затінених струмках, розташованих в зоні прісноводних лісових боліт. Вода в них чиста, має блідий чайний колір, дуже м'яка, майже не мінералізована, збагачена гуміновими кислотами, показник pH 5,5, температура близько 23 °C. Ґрунт складається з дуже м'якого мулу з великою кількістю опалого листя та детриту.
Лише два види осфронемових були виявлені в одних водоймах з B. tomi: Betta pugnax і Trichopodus trichopterus.
Поточні тенденція чисельності популяції виду невідомі. Вид оцінюється як такий, що перебуває під загрозою вимирання, через його обмежене поширення, присутність лише в двох відомих місцях та високу ймовірність деградації середовищ існування через перетворення болотних лісів на лісогосподарські зони, урбанізацію та впровадження монокультур. Раніше бійцівська рибка Тома була відома також у Сінгапурі, але зникла там через знищення середовища проживання. Востаннє її бачили там 1937 року. В Джохорі бійцівська рибка Тома також стала рідкісною.

## Утримання в акваріумі
Бійцівських рибок Тома іноді тримають в акваріумах. Для пари риб вистачає 20-літрового акваріума, але для групи необхідно забезпечити більший простір, наприклад, для 8 екземплярів потрібен акваріум на 250 літрів. Рекомендовані показники води: рН 5,0-6,5, твердість 1-5 °GH, температура 21-26 °C.
Цей вид бійцівських рибок може жити групами, агресивність між самцями відносно низька. Тримаються в середніх та нижніх шарах води.
Betta tomi легко нереститься в присутності інших риб. Для розведення конче необхідно щільно засадити акваріум рослинами, щоб створити в ньому безліч схованок. Нерестова поведінка дуже цікава. Під час спаровування самець вигинає своє тіло навколо самки й відразу запліднює порцію відкладеної нею ікри. Ікринки збираються на вигнутому анальному плавці самця. Самка першою виходить із обіймів і збирає ротом ікру. Після цього вона стає навпроти самця й випльовує ікринки одна за одною в його напрямку. Самець підбирає їх. Якщо він виявиться недостатньо вправним, самка знову забирає ікринки й повторює свою спробу. Такі дії тривають, поки вся порція ікри не опиниться в роті самця.
Батьківське піклування в бійцівської рибки Тома полягає в інкубації ікри в роті. Самець із суттєво роздутим горлом ховається протягом багатьох днів, поки не виведеться потомство. Мальки виходять з рота батька вже досить великими.